# Caviphantes saxetorum
Caviphantes saxetorum là một loài nhện trong họ Linyphiidae.
Loài này thuộc chi Caviphantes. Caviphantes saxetorum được Hull miêu tả năm 1916.